# Der Rabe Ralf
Der Rabe Ralf ist eine Berliner Umweltzeitschrift und das einzige umweltpolitische Periodikum der Hauptstadt. Die Non-Profit-Zeitschrift, deren Erstausgabe im Dezember 1990 erschien, wird von dem ostdeutschen Umweltnetzwerk Grüne Liga herausgegeben, versteht sich aber als verbandsübergreifend.
Der Titel ist dem Gedicht Der Rabe Ralf aus den Galgenliedern von Christian Morgenstern entnommen.
Die Redaktion ist auch Einsatzstelle für das freiwillige ökologische Jahr (FÖJ) in Berlin.
Für die Zeitschrift, die im Lauf ihres Bestehens immer wieder vor finanziellen Herausforderungen stand, musste 2023 erstmals eine Rettungskampagne gestartet werden. 2025 wurde das Blatt durch ein Stiftungsprojekt zunächst erhalten.

## Inhalte
Behandelt werden alle Aspekte des Umweltschutzes wie Naturschutz, Umweltpolitik, Landwirtschaft, Stadt- und Regionalentwicklung sowie ökonomische und soziale Alternativen, zumeist aus der Sicht der Umweltbewegung. Hinzu kommen Buchrezensionen, Kochrezepte, Termine und Adressen.
2005 machte Der Rabe Ralf öffentlich, dass der Namensgeber des Berliner Naturschutzpreises Victor Wendland ein hoher NS-Beamter war und nach dem Krieg die Rehabilitierung der bedeutenden jüdischen Naturschützer Max Hilzheimer und Benno Wolf verhindert hatte. 2007 wurde der Preis umbenannt.

## Erscheinen und Vertrieb
Das Blatt erscheint sechsmal im Jahr und wird zum größten Teil in Bibliotheken, Naturwaren- und Umweltläden, Kultur- und Bildungseinrichtungen, Kiezzentren und Cafés in Berlin und Umgebung kostenlos ausgelegt, zu einem kleineren Teil im Abonnement versandt. Die Ausgaben können auch aus dem Internet als PDF heruntergeladen werden, die Texte sind zudem nach einiger Zeit direkt online verfügbar.